# Loxostomella
Loxostomella es un género de foraminífero bentónico considerado un sinónimo posterior de Loxostomina de la subfamilia Siphogenerinoidinae, de la familia Siphogenerinoididae, de la superfamilia Buliminoidea, del suborden Buliminina y del orden Buliminida. Su especie tipo era Bolivina karreriana. Su rango cronoestratigráfico abarca el Holoceno.

## Discusión
Clasificaciones previas incluían Loxostomella en el suborden Rotaliina del orden Rotaliida.

## Clasificación
Loxostomella incluía a las siguientes especies:
- Loxostomella costulatum
- Loxostomella limbata
- Loxostomella karreriana
- Loxostomella porrectum
- Loxostomella rostrum